# Oxyde d'argent(I)
Pour les articles homonymes, voir Oxyde d'argent.
L'oxyde d'argent(I) ou oxyde argenteux est un composé minéral de formule Ag2O. Il se présente sous la forme d'une fine poudre noire ou marron foncé, utilisé pour préparer d'autres composés de l'argent, ou est encore utilisé pour purifier l'eau potable.

## Préparation

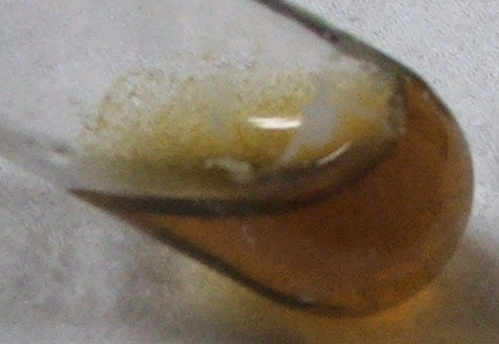
Oxyde d'argent(I) produit par réaction de l'hydroxyde de lithium avec une solution très diluée de nitrate d'argent.

L'oxyde d'argent est disponible dans le commerce. Il peut être facilement obtenu en mélangeant des solutions aqueuses de nitrate d'argent et d'hydroxyde alcalin :
Réaction de dissolution du nitrate d'argent :
{\displaystyle {\ce {AgNO3_{(s)}->[H_2O] Ag+_{(aq)}{+}NO3^{-}_{(aq)}}}}.
Réaction de dissolution de la soude :
{\displaystyle {\ce {NaOH_{(s)}->[H_2O] Na^+_{(aq)}{+}OH^{-}_{(aq)}}}}.
Réaction se produisant lors du mélange des solutions : il se forme un précipité blanc furtif d'hydroxyde d'argent :
{\displaystyle {\ce {Ag^{+}_{(aq)}{+}OH^{-}_{(aq)}<=>> AgOH_{(s)}}}}.
L'hydroxyde d'argent est instable en milieu basique et se décompose en oxyde d'argent (précipité noir) et en eau. Cette réaction équilibrée est énergétiquement très favorisée, de sorte qu'elle est quasi-totale :
{\displaystyle {\ce {2AgOH_{(s)}<=>> Ag2O_{(s)}{+}H2O_{(l)}}}}       pK = 2,875.

## Pouvoir oxydant
L'oxyde d'argent est un oxydant relativement fort appartenant au couple {\displaystyle {\ce {Ag2O/Ag}}} (potentiel standard d'oxydoréduction {\displaystyle E_{{\text{Ag}}_{2}{\text{O}}/{\text{Ag}}}^{0}} = +1,17 V/ENH à pH = 0). Il oxyde divers composés tels que l'eau oxygénée :
{\displaystyle {\ce {Ag2O_{(s)}{+}H2O2_{(aq)}-> 2Ag_{(s)}{+}H2O_{(l)}{+}O2_{(g)}}}}.
Cette réaction aboutit aux formations d'argent métallique et d'un dégagement gazeux de dioxygène.

## Applications
L'oxyde d'argent est utilisé dans les piles à l'oxyde d'argent. En chimie organique, il est utilisé comme agent oxydant doux. Par exemple, il oxyde les aldéhydes en acides carboxyliques. De telles réactions s'opèrent au mieux quand l'oxyde d'argent est préparé in situ à partir de nitrate d'argent et d'un hydroxyde alcalin.